# Dolina Nysy Łużyckiej
Dolina Nysy Łużyckiej 332.252  – dolina w południowo-zachodniej Polsce w województwie dolnośląskim, w powiecie zgorzeleckim, obejmuje fragment doliny Nysy Łużyckiej między Zgorzelcem a Trzcińcem.
Dolina Nysy Łużyckiej jest podjednostką fizycznogeograficzną Obniżenia Żytawsko-Zgorzeleckiego, położoną w obrębie Pogórza Zachodniosudeckiego. Rozciąga się południkowo wzdłuż Nysy Łużyckiej od północnej granicy Sieniawki na południu do Zgorzelca na północy. Dolinę od południa ograniczają Kotlina Turoszowska, od wschodu Wyniosłość Działoszyna od zachodu Pogórze Wschodniołużyckie, a od północy kotlinę zamyka Równina Zgorzelecka. Doliną wzdłuż nurtu Nysy przechodzi granica państwowa polsko-niemiecka.

## Charakterystyka
Dolina Nysy stanowi wyraźnie wyodrębniony region w krajobrazie Obniżenia Żytawsko-Zgorzeleckiego. Jest to niewielka dolina rzeczna, położona na wysokości około 200 m n.p.m. Charakterystycznym elementem krajobrazu doliny są terasy akumulacyjne  oraz  przełomowy odcinek od Trzcińca do Posady. Dolina w wyniku przekształceń antropogenicznych w związku z eksploatacją złóż węgla brunatnego, straciła częściowo swój pierwotny charakter. Na całej długości w granicach Doliny zachowała się tylko terasa najniższa. Terasy wyższe wykształcone są fragmentarycznie. Od Sieniawki rzeka płynie sztucznym korytem, w rejonie kopalni dolina przetrwała tylko w postaci wąskiego pasa. Spowodowane jest to rozrastaniem się kopalni i zasypywaniem doliny przez zwałowisko wewnętrzne. Naturalny charakter dolina zachowała od Trzcińca w  kierunku północnym. Na odcinku do Posady dolina jest naturalnie wąska, o stromych zboczach, mająca charakter przełomowy, rzeka przedziera się  przez strefę paleozoicznych i proterozoicznych skał krystalicznych. Dalej ku północy dolina rozszerza się, a pomiędzy Bratkowem i Krzewiną Nysa zaczyna meandrować tworząc malownicze zakola i starorzecza. Dolina objęta jest ekstensywną gospodarką pastersko-rolniczą

## Krajobraz
Krajobraz ze względu na cechy fizjonomiczne wynikające z ukształtowania i zagospodarowania Doliny silnie zróżnicowany, stanowi mozaikę wielu elementów, od teras, zadrzewionych skarp, obszaarów zalewowych po uprawne pola. W ukształtowaniu terenu dominują krajobrazy otwarte głównie trzęślicowe łąki zmiennowilgotne i łąki świeże, oraz starorzecza. W partii przełomowych między Trzcińcem a Posadą występuje krajobraz doliny rzecznej obszaru podgórskiego. Ukształtowanie powierzchni sprawia, że obszar Doliny obfituje w liczne meandry strome skarpy i starorzecza. Dominujące znaczenie ma krajobraz antropogeniczny, prowadzona eksploatacja węgla brunatnego, wywarła wyraźne piętno na krajobrazie. 

## Roślinność
Obszar Doliny obejmuje wiele cennych i dobrze zachowanych typów siedlisk przyrodniczych:  nizinne i podgórskie rzeki ze zbiorowiskami włosieniczników, zmiennowilgotne łąki trzęślicowe, ziołorośla górskie, ziołorośla nadrzeczne, niżowe i górskie świeże łąki użytkowane ekstensywnie, kwaśne buczyny, żyzne buczyny, grąd środkowoeuropejski i subkontynentalny, jaworzyny i lasy klonowo-lipowe na stokach i zboczach, łęgi wierzbowe, topolowe, olszowe i jesionowe, olsy źródliskowe. Najcenniejsze są lasy klonowo-lipowe oraz grądy oraz starorzecza i naturalne eutroficzne zbiorniki wodne ze zbiorowiskami z Nympheion, Potamion. Na skarpach pradoliny w przełomowym odcinku Nysy wykształciły się zbiorowiska leśne. Na obszar wzdłuż koryta Nysy Łużyckiej oraz w głąb doliny wkracza gatunków inwazyjnych głównie rdestowiec ostrokończysty i pośredni, niecierpek gruczołowaty oraz nawłoć późna, nawłoć olbrzymia, słonecznik bulwiasty], sporadycznie barszcz Sosnowskiego a od strony kompleksu borów tawuła kutnerowata. Tereny zalewowe wzdłuż koryta porastają łąki i szuwary a regularne wylewy utrudniają zamienianie ich w pola uprawne.

## Zwierzęta
Poza gatunkami częstymi w innych ostojach, występuje bóbr, wydra, nocek duży, oraz szereg gatunków cennych ptaków i owadów, a wśród nich trzepla zielona, czerwończyk nieparek i dwa gatunki modraszków.

## Ochrona
Ochroną objęte są naturalne lasy klonowo-lipowe oraz grądy w rezerwacie „Grądy koło Posady”, oraz zespół siedlisk łąkowych stanowiących siedlisko wielu gatunków zwierząt.

## Zagrożenia
Teren jest silnie zagrożony przez niekontrolowaną inwazję synantropijnych gatunków roślin, głównie rdestowych oraz gospodarkę człowieka: wykopywanie stawów hodowlanych, zaorywanie łąk i zmiany przeznaczenia gruntów na intensywnie użytkowane pastwiska oraz wyręb starych drzew.